# Vilhelm Andersen (musiker)
Vilhelm Christian Andersen, född 1840 i Köpenhamn, död 1917, var en dansk fagottist.
Andersen var från 1859 medlem av Det Kongelige Kapel och blev senare förste fagottist där.